# 호세 앙헬 크레스포
호세 앙헬 크레스포 링콘(스페인어: José Ángel Crespo Rincón, 1987년 2월 9일, 로라델리오 ~ )는 스페인의 축구 선수로, 현재 키프로스 1부 리그의 APOEL에서 뛰고 있다.

## 수상

### 클럽
세비야 B
- 세군다 디비시온 B: 2006–07

세비야
- UEFA 컵: 2005–06
- 수페르코파 데 에스파냐: 2007

### 국가 대표팀
스페인 U19
- UEFA U-19 축구 선수권 대회: 2006